# Blanche Denège
Blanche Denège (de son vrai nom, Jeanne, Céleste, Antoinette Guy) est une comédienne française, née à Paris 2e le 11 août 1876, et morte à Paris 14e le 16 novembre 1957.
Blanche Denège repose au cimetière de Sartrouville (Yvelines).

## Filmographie
- 1911 : Une conquête de Henri Pouctal (395 m - court métrage) - Henriette
- 1922 : Sans fortune de Géo Kessler (1,460 m) - Diane de Nangis
- 1931 : Passeport 13.444 de Léon Mathot
- 1932 : La Fleur d'oranger de Henry Roussell - Mme de Méricourt
- 1932 : Mélo de Paul Czinner
- 1932 : L'Aimable Lingère de E.B Donatien (court métrage)
- 1933 : Les Ailes brisées  d'André Berthomieu - Blanche Grasset
- 1933 : Iris perdue et retrouvée de Louis Gasnier - Mme de Persani
- 1933 : Mademoiselle Josette, ma femme d'André Berthomieu - Mme Dupré
- 1933 : Le Père prématuré de René Guissart - Mme Puma
- 1935 : Stradivarius de Geza Von Bolvary et Albert Valentin
- 1936 : La Flamme d'André Berthomieu
- 1936 : La Porte du large de Marcel L'Herbier
- 1937 : La Chaste Suzanne d'André Berthomieu - Mme des Aubraies
- 1937 : Nuits de feu de Marcel L'Herbier - Une invitée aux fiançailles
- 1938 : Ramuntcho de René Barberis - La bonne mère
- 1939 : La Fin du jour de Julien Duvivier - Mme Laroche
- 1940 : L'Homme du Niger de Jacques de Baroncelli - Sœur Théoneste
- 1940 : Tempête de Dominique Bernard-Deschamps - La buraliste
- 1940 : Face au destin de Henri Fescourt
- 1948 : Le Bal des pompiers d'André Berthomieu - Cécile Grégeois
- 1949 : Le Cœur sur la main d'André Berthomieu - Augustine, la bonne du curé
- 1950 : Tire au flanc de Fernand Rivers
- 1951 : Chacun son tour d'André Berthomieu - Tante Clémence
- 1951 : Jamais deux sans trois d'André Berthomieu - La marraine
- 1952 : Trois femmes d'André Michel
- 1951 : Une histoire d'amour de Guy Lefranc - Une invitée
- 1952 : La Vérité sur Bébé Donge de Henri Decoin - Une invitée
- 1952 : Les Sept Péchés capitaux de Claude Autant-Lara - dans le sketch : L'orgueil
- 1952 : Nez de cuir d'Yves Allégret - Une invitée
- 1952 : Agence matrimoniale de Jean-Paul Le Chanois
- 1953 : Les Enfants de l'amour de Léonide Moguy

## Théâtre
- 1903 : À Sainte-Hélène de Séverine, Théâtre Antoine
- 1903 : Les Sentiers de la vertu, de Robert de Flers et Gaston Arman de Caillavet, théâtre des Nouveautés, 6 novembre, Suzanne Fantin[1],[2].
- 1904 : Oiseaux de passage de Lucien Descaves et Maurice Donnay, Théâtre Antoine
- 1905 : Vers l'amour de Léon Gandillot, mise en scène André Antoine, Théâtre Antoine
- 1907 : Après le pardon de Mathilde Serao et Pierre Decourcelle, Théâtre Réjane
- 1908 : Qui perd gagne de Pierre Veber d'après Alfred Capus, Théâtre Réjane
- 1909 : La Maison de danses de Fernand Nozière et Charles Müller d'après Paul Reboux, Théâtre du Vaudeville
- 1911 : David Copperfield de Max Maurey d'après Charles Dickens, mise en scène André Antoine, Théâtre de l'Odéon
- 1932 : La Fleur des pois d'Édouard Bourdet, Théâtre de la Michodière
- 1948 : Auprès de ma blonde de Marcel Achard, mise en scène Pierre Fresnay,   Théâtre des Célestins